# Rétság vasútállomás
Rétság vasútállomás a MÁV személyzet nélküli állomása a Nógrád vármegyei Rétság városban. A vasútállomást a MÁV 76-os számú Diósjenő–Romhány-vasútvonala érinti.

## Története
Az állomást a Duna–Ipolyvölgyi HÉV építette és nyitotta meg 1909. július 11-én, a Diósjenő–Romhány-vasútvonalon.
1997-ben a vasútvonalon bevezették a mellékvonali forgalomirányítást (MEFI). Ezzel együtt Rétság állomáson rugós váltókat telepítettek, az állomás csapórudas sorompóját fénysorompóra cserélték, és megszüntették a forgalmi szolgálatot.
Az alacsony utasszám és a vasútvonal alacsony műszaki állapota miatt az illetékes Gazdasági és Közlekedési Minisztérium 2007. március 4-étől leállította a vasúti személyszállítást Diósjenő és Romhány között, Rétság vasútállomásának azóta nincs forgalma.

## Jellemzői
Rétság személyzet nélküli állomás a MÁV 76. számú Diósjenő–Romhány egyvágányú nem villamosított mellékvonal 63+00–68+85 szelvényében fekszik. Szomszédos állomásai kezdőpont felé Tolmács megálló-rakodóhely, végpont felé Bánk megálló-rakodóhely.
Az állomás három vágánnyal rendelkezik. Az 1. vágány egy 190 méter hosszú rakodóvágány, a 2. és 3. vágány pedig 207-207 méter hosszú vonatfogadásra és -indításra kijelölt fővágány. A szolgálati hely átmenő átmenő fővágánya a 2. vágány. Mind a két fővágány rendelkezik egy-egy 50 méter hosszúságú keskeny peronnal.
Az állomáson 1997-ben építették ki a MEFI berendezését. A 2. és az 1. számú kitérőket rugós váltókra cserélték. A 2. számú váltó szabványos állása a kitérő irány volt, így a kezdőpont (Diósjenő) felől érkező vonatokat a 3. vágányra terelte, az 1. számú váltó szabványos állása az egyenes irány volt, ami a végpont (Romhány) felől érkező vonatokat a 2. vágányra terelte. A szolgálati helyet a bejáratokon felállított bejárati irányú mellékvonali ellenőrző jelző fedezte, melyek jelölése Tolmács felől „AE”, Bánk felől „BE”. A jelzők előtt általános fékúttávolságban fékút eleje jelzőket tűztek ki. Az állomás „SR1” jelű félsorompóval kiegészített fénysorompójának fedezésére a 3. vágány mellé kijárati irányú mellékvonali ellenőrző jelzőt állítottak fel, melynek jelölése „VE”. 2012-re az állomás rugós váltóiból a rugós szerkezetet eltávolították, az érintett kitérőket egyenes irányban kiszögelték, és valamennyi jelzőt érvénytelenítették.